# 민규 (배우)
민규(閔圭)는 대한민국의 배우이다.

## 수상
- 1988년 백상예술대상 남자 신인연기상 (캠퍼스 연애특강)